# Kaszszu-nadin-ahhe
Kaszszu-nadin-ahhe (Kaššû-nādin-ahhē) – trzeci i ostatni władca Babilonii z II dynastii z Kraju Nadmorskiego. Według Babilońskiej listy królów A panować miał przez trzy lata. Jego rządy datowane są na lata 1007-1005 p.n.e. Wydaje się, iż za jego krótkich rządów nawiedziła Babilonię klęska głodu, co spowodowało wstrzymanie regularnych dostaw żywności do świątyń w mieście Sippar.